# Гірська горила
Гірська горила (Gorilla beringei beringei) — підвид східної горили, один з чотирьох підвидів горил.
Виділяються дві популяції: одна мешкає на схилах вулканічних гір Вірунґа в Центральний Африці, в межах трьох національних парків: Мгахінга, на південному заході Уганди; Бірунга, на північному заході Руанди; і Вірунга, на сході ДР Конго.
Друга популяція мешкає в угандійському лісі Бвінді. Деякі приматологи вважають. що популяція лісу Бвінді може бути окремим підвидом. Станом на червень 2018 року гірських горил налічується більш ніж 1000 особин.

## Зовнішній вигляд

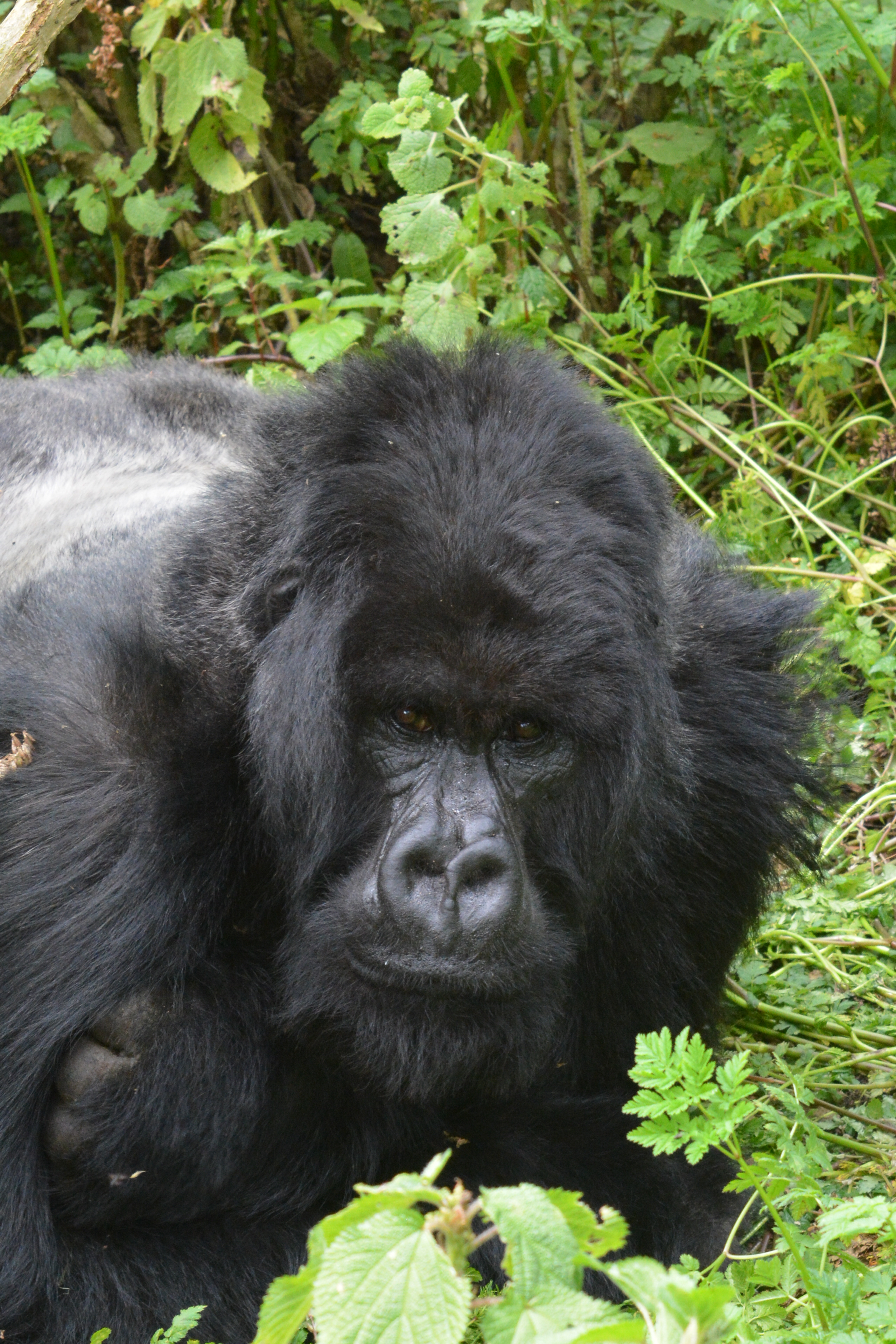
Дорослий самець гірської горили в стані спокою

Шерсть гірських горил густіша і довша, ніж в інших видів горил, дозволяє їм жити при нижчих температурах. Самці стоячи досягають 161—171 см, товщиною 138—163 см в поясі, а вагою 120—191 кг. Самки менші, вагою близько 70-98 кг. Підвид менший за східних рівнинних горил, інший підвид східної горили. Дорослі самці мають виражені кістяні гребені на маківці та задній стороні черепа, що надає їхнім черепам конічної форми. Ці гребені скріплюють потужні скроневі м'язи, що прикріплюються до нижньої щелепи. Дорослі самки також мають ці гребені, але менш виражені. Як і в усіх горил, в них темно-карі очі, з чорним кільцем навколо райдужки. В дорослих самців спина стає сиво-сріблястого кольору. Шерсть на спині коротша, ніж на інших частинах тіла, а на руках особливо довга. Дорослі самці можуть досягати 1,7 метри у висоту, з розмахом рук 2,3 метри і вагою 155 кг. Найвища із зареєстрованих горил, самець із сивою спиною, мав рекордні 1,95 метри заввишки, з розмахом рук 2,7 метри, шириною грудей 1,98 метри і вагою 219 кг. Він був застрелений в Алімбонго, на півночі Ківу в травні 1938 року. Є непідтверджені дані про індивіда, застреленого в 1932 році, що мав 2,06 метри заввишки і 218,6 кг ваги. Найважча горила завдовжки 1,83 метри, була застрелена в Амбам, Камерун і мала рекордні 267 кг.
Гірські горили зазвичай пересуваються на чотирьох кінцівках, однак вони можуть залазити на плодоносні дерева, якщо ті витримають вагу тварини. Як і в інших людиноподібних мавп, крім людей, їхні руки довші за ноги.
Гірські горили ведуть денний спосіб життя, харчування займає більшість часу. Вони збирають корм рано вранці, відпочивають в районі полудня, потім вдень знову збирають корм перед нічним відпочинком. Кожна горила майструє гніздо з рослинності для сну, і кожен вечір робить нове. Тільки новонароджені сплять з мамою, а не у власному гнізді. Близько шостої години ранку вони покидають спальні місця, за винятком туманних і холодних ранків; тоді вони можуть затриматись довше.

## Середовище проживання і екологія
Гірська горила проживає в гірських туманних лісах Альбертінського рифту, включно з горами Вірунґа, на висоті від 2200 до 4300 метрів. Більшість з них живуть на схилах трьох згаслих вулканів: Карісімбі, Мікено і Бісоке. Рослинність дуже густа у підніжжя і рідшає на високогір'ю, а ліси, в яких мешкають горили, часто бувають туманними і холодними.
Гірські горили-рослинноїдні тварини; більшість їх раціону складають листя і пагони (85.8 %) 142 видів рослин. Вони також споживають кору (6.9 %), корінці (3.3 %), квіти (2.3 %), і фрукти (1.7 %), а також дрібних безхребетних (0.1 %).
Розмір домашнього ареалу (площі, що використовується однією групою тварин впродовж року) залежить від наявності джерел їжі, і зазвичай включає кілька зон рослинності. Джордж Шаллер виділяє десять окремих зон, в тому числі: бамбукові ліси на висоті 2,200 — 2,800 метрів; ліси Хагенії на висоті 2,800 — 3,400 метрів; і гігантську зону жовтозілля на висоті 3,400 — 4,300 метрів. Гірські горили проводять більшість часу в лісах Хагенії, де Galium ruwenzoriense росте цілий рік. Всі частини цієї лози вживаються в їжу. Вони подорожують до бамбукових лісів на кілька місяців впродовж року, коли там з'являються свіжі пагони, і забирається до субальпійського поясу поласувати м'якою деревиною гігантських дерев Dendrosenecio.

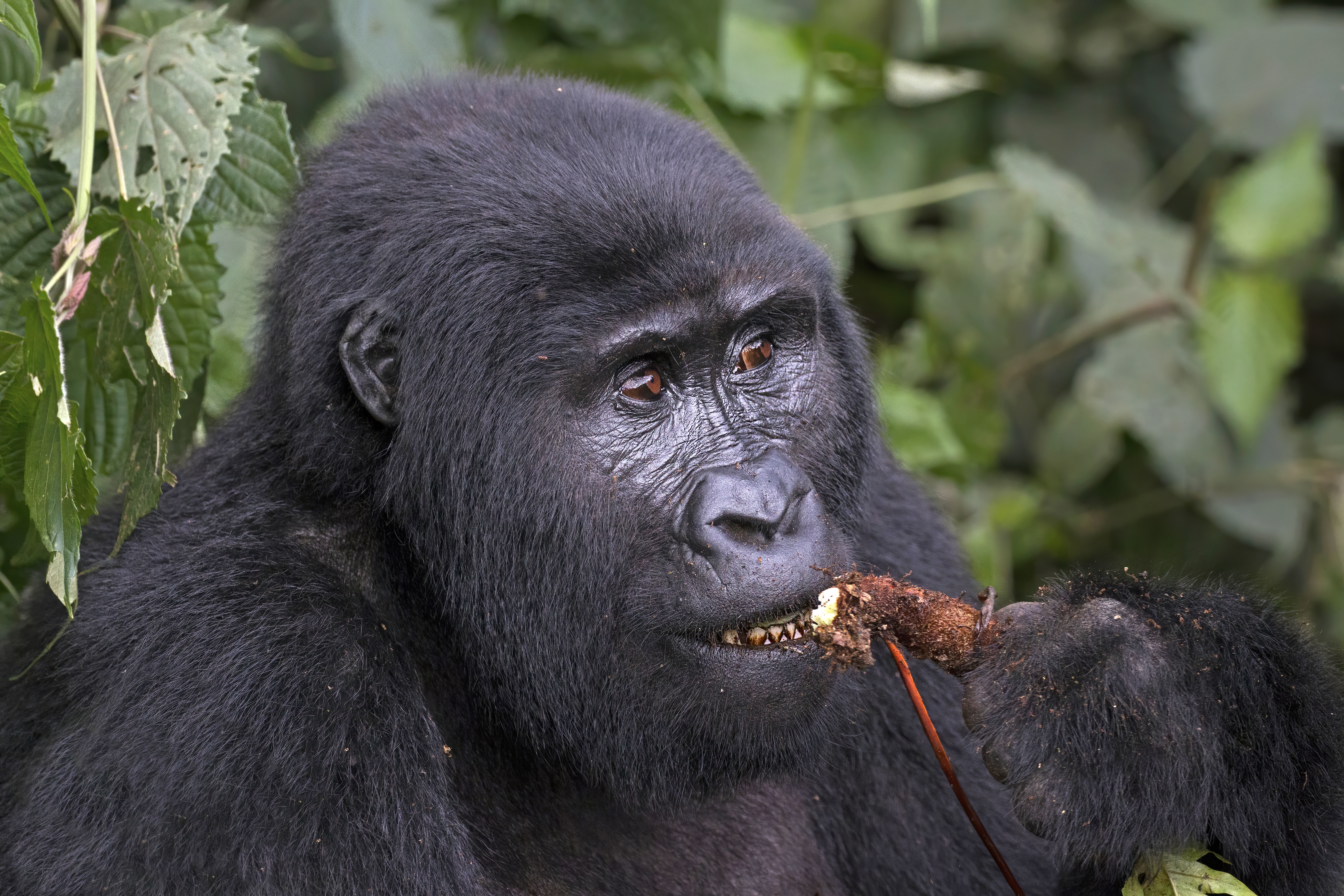
Самка їсть корінці
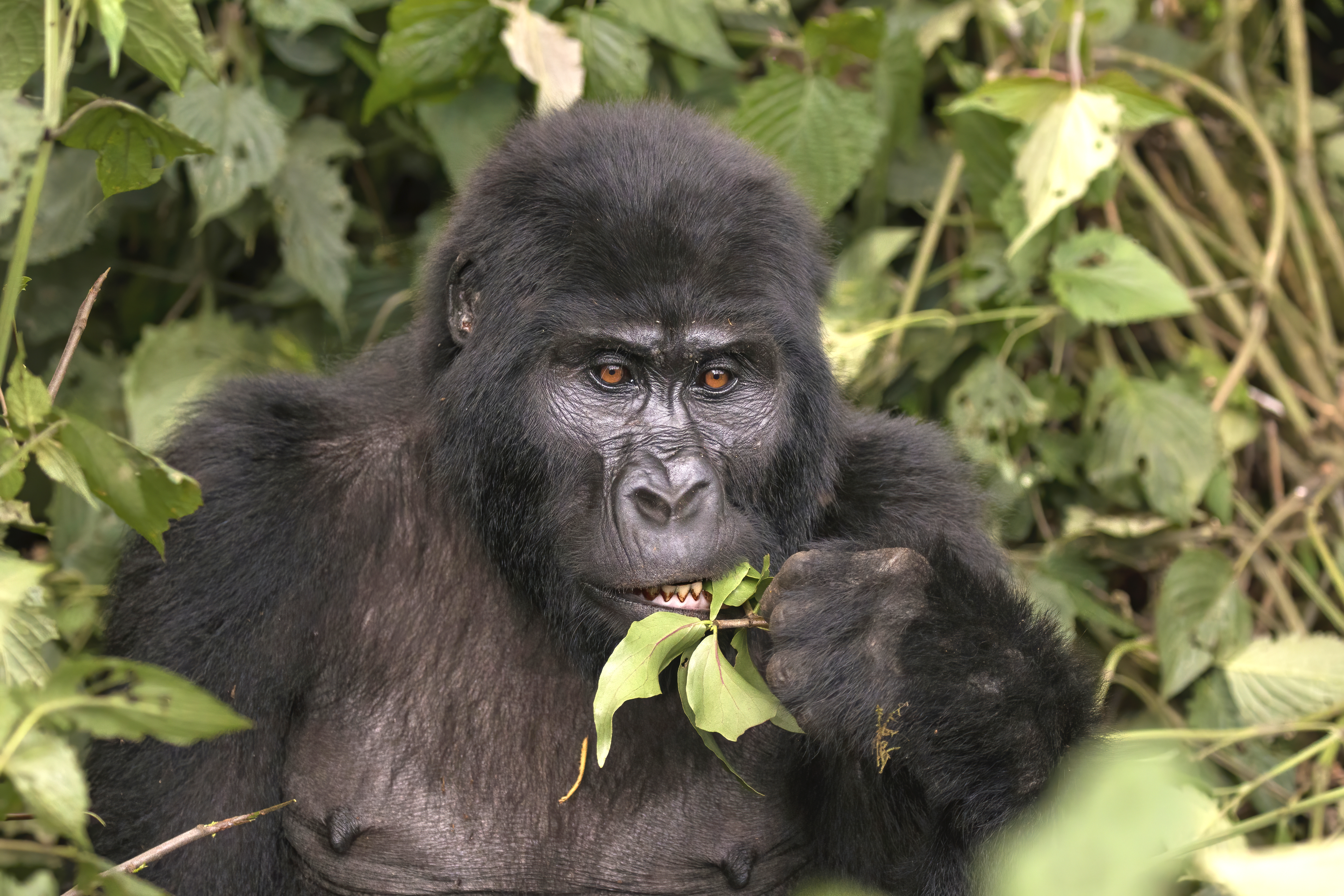
Самка їсть листя
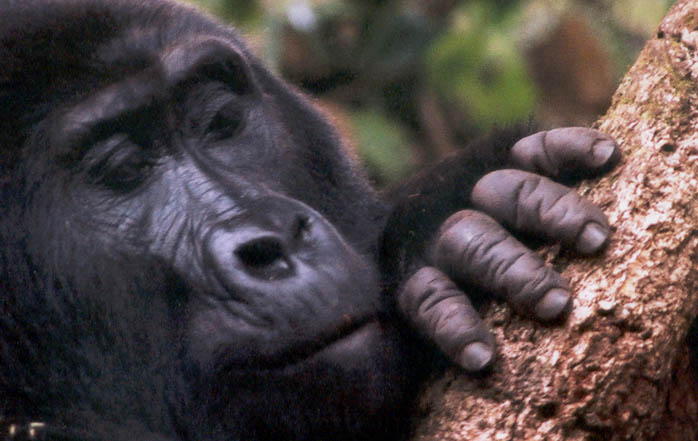
Самець ласує личинками

## Поведінка

### Соціальна структура
Гірські горили надзвичайно соціальні, живуть стабільними групами, дорослі самці і самки мають міцні стосунки. Стосунки між самками в групі відносно слабкі. Групи не територіальні; лідер групи захищатиме свою групу, а не територію.

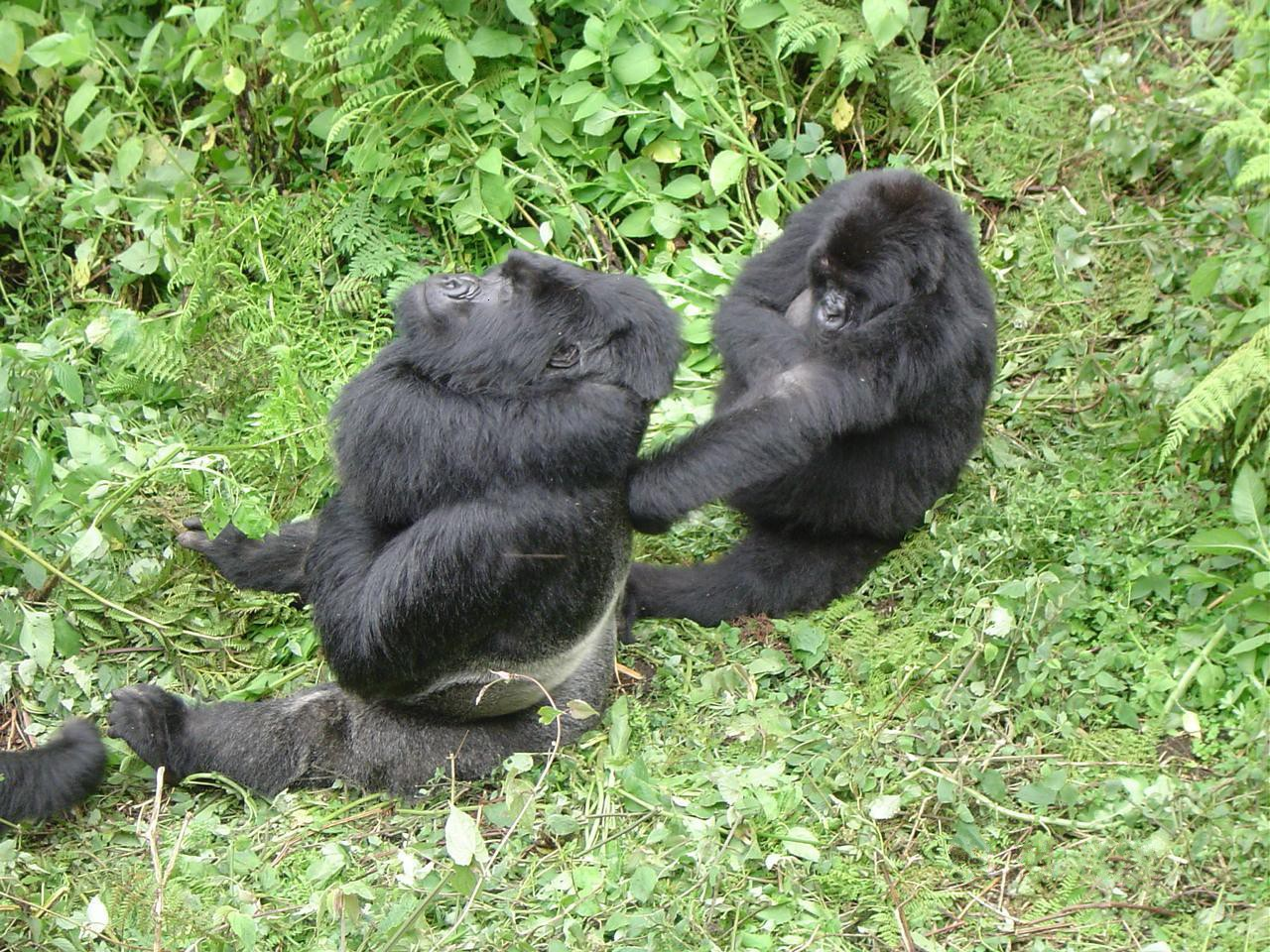
Лідер групи і самка
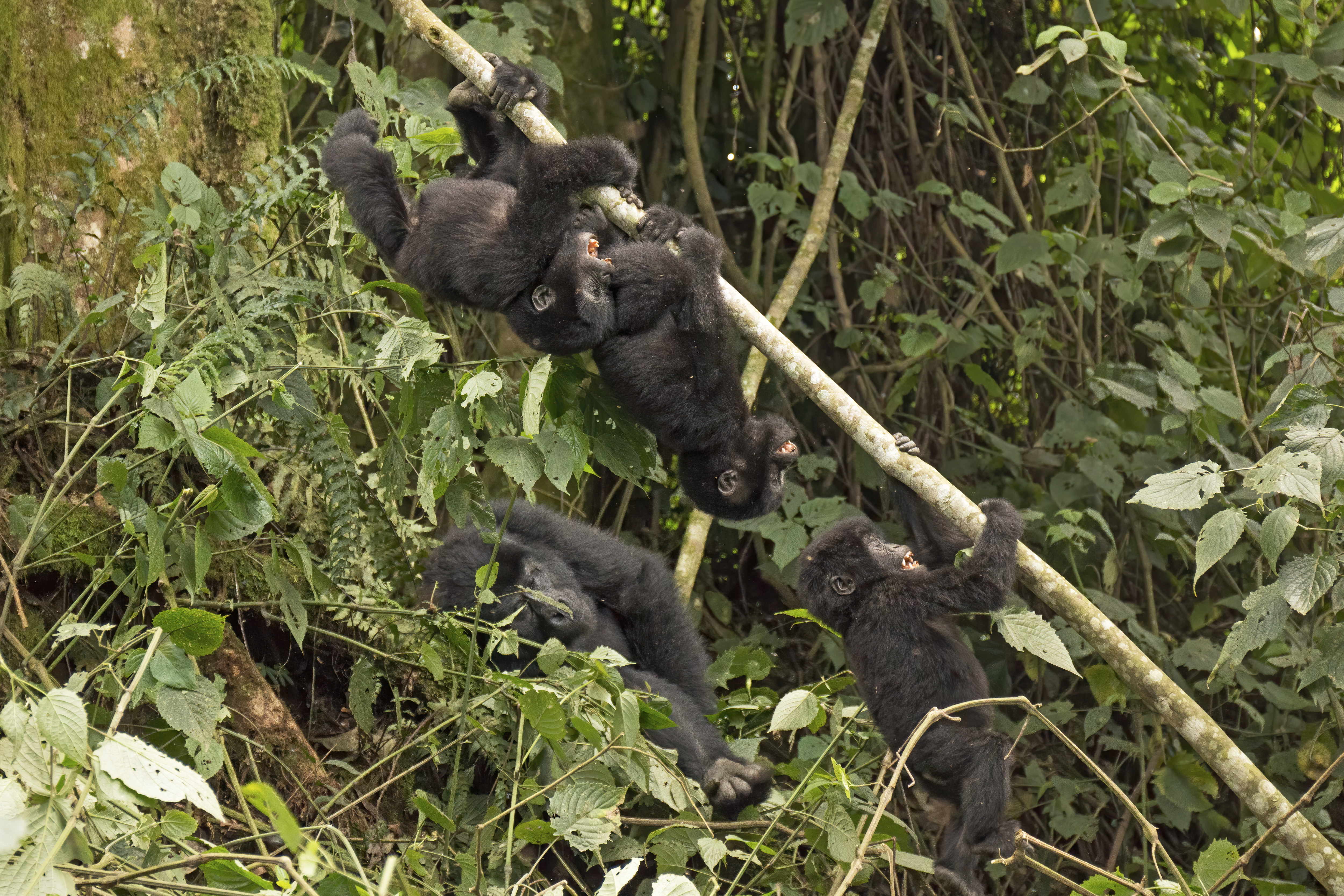
Дворічне дитинча, Уганда
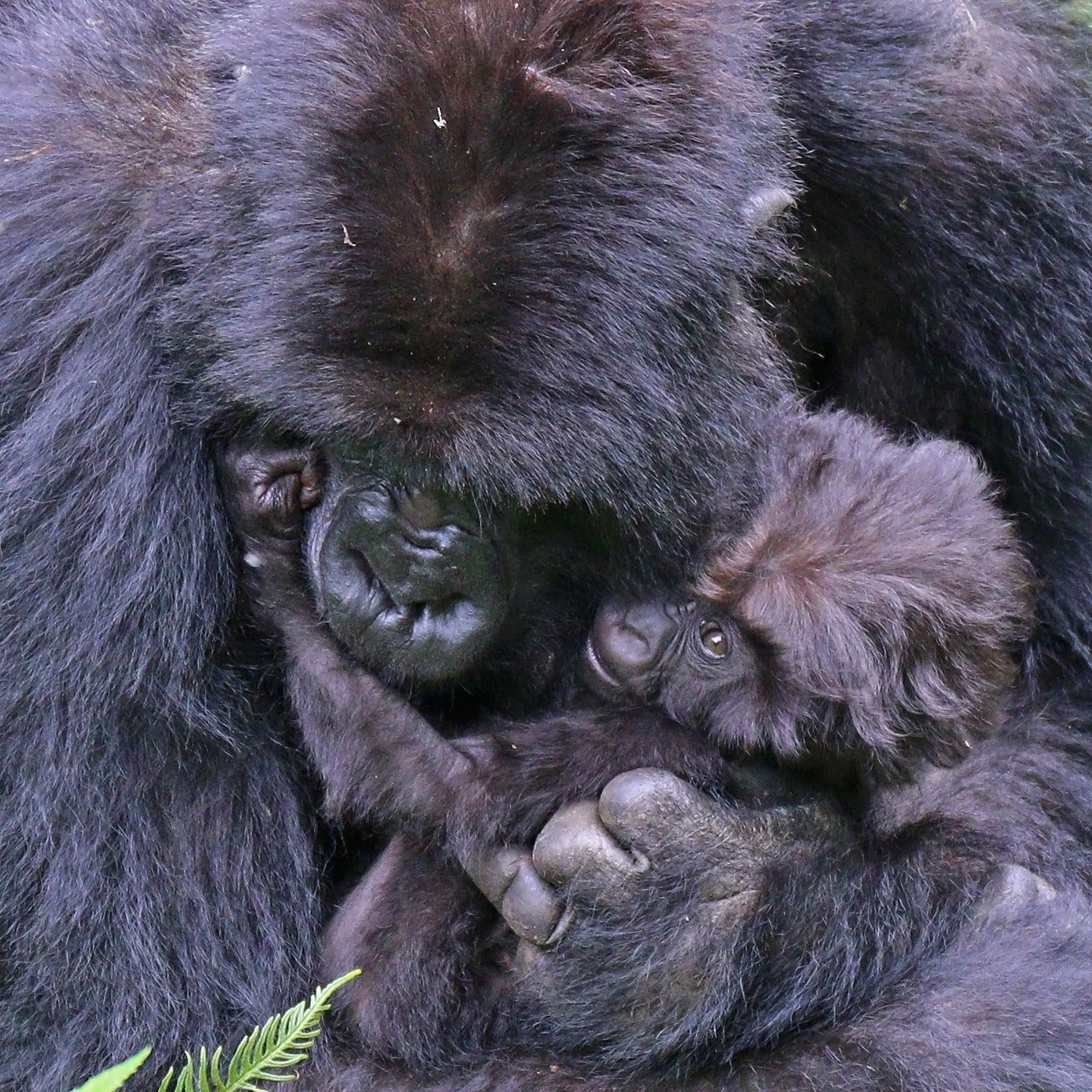
Мати з десятимісячною дитиною, Руанда

61 % груп складаються з одного дорослого самця і кількох самок, в 36 % груп більше одного самця. Залишок складають одинокі самці. або групи виключно з самців, зазвичай з одного дорослого і кількох молодих. Розміри групи варіюються від п'яти до тридцяти особин, зазвичай близько десяти. Типова група складається з одного дорослого домінантного самця, що є безсумнівним лідером групи, другого дорослого самця, який може бути молодшим братом чи навіть дорослим сином лідера групи, одного чи двох молодих самців, що виконують роль вартових, від трьох до десяти половозрілих самок, які зазвичай до кінця життя пов'язані з домінантним самцем і від трьох до десяти підлітків і малят.
Більшість самців і близько 60 % самок покидають родинну групу. Самці полишають її у віці 11 років: часто процес розділення відбувається поступово: вони проводять все більше часу на околицях території групи, поки вкінці її не залишать. Після цього вони можуть мандрувати наодинці або в складі групи з самців протягом 2–5 років, перш ніж зможуть привабити самок приєднатись до них і сформувати нову групу. Самки зазвичай покидають групу у віці 8 років, або переходячи безпосередньо в сформовану групу, або створюючи нову з одиноким самцем. Самки часто переходять із групи в групу. поки нарешті не визначаться з конкретним самцем.
Домінантний самець формує напрямок руху групи, приводить їх до підходящих місць годування впродовж року. Він також є посередником в конфліктах всередині групи. і захищає її від зовнішніх загроз. Коли група зазнає нападу людей, леопардів, чи інших горил, лідер групи буде їх захищати навіть ціною власного життя. Він весь час знаходиться в центрі уваги, молодь часто знаходиться поряд із ним, включає його в свої ігри. Якщо мати помирає чи покидає групу, самець зазвичай піклується про її потомство, навіть дозволяє йому спати у власному гнізді.
Коли домінантний самець помирає або гине від хвороби, нещасного випадку чи браконьєрів, сімейна група може бути розпущена. Якщо не знайдеться прийнятного потомка чоловічої статі, здатного зайняти його місце, група або розділиться, або приведе нового самця з-поза групи. Коли до сімейної групи приєднується новий дорослий самець, займаючи місце лідера, він може вбити всіх малих дитинчат покійного самця. Дітовбивство в стабільних групах не спостерігається.

### Агресія
Незважаючи на силу і міць гірських горил, вони зазвичай поводять себе м'яко і делікатно. Сильна агресія рідко зустрічається в стабільних групах, але при зустрічі двох груп гірських горил, два домінантних самці можуть іноді вступати в смертельний двобій, використовуючи ікла для нанесення глибоких ран. З цієї причини конфлікти зазвичай вирішуються з допомогою демонстрацій і інших форм поведінки, призначених для залякування, але не переходячи до фізичного протистояння. Для горил характерний ритуальний герць. Послідовність двобою має дев'ять кроків: (1) голосне вигукування, що поступово пришвидшуються, (2) символічне харчування, (3) вставання на дві ноги, (4) жбурляння рослинності, (5) биття в груди кулаками, (6) удари ногою, (7) біг боком на чотирьох ногах, (8) ляскання і рвання рослинності, і (9) удари долонями по землі.

### Взаємодія

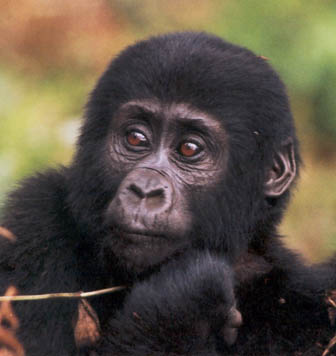
Молода горила, віком 2-3 роки

Період полуденного відпочинку- важливий час для налагодження і скріплення відносин в групі. Взаємний грумінг скріплює соціальні зв'язки і допомагає позбавитись бруду і паразитів. Він не так часто зустрічається в горил, як в інших приматів, хоча самки регулярно піклуються за потомством. Молоді горили частіше граються і в цілому більше часу проводять на деревах, ніж великі дорослі горили. Гра допомагає їм навчитися комунікувати і поводитись в групі. Активності включають боротьбу, погоні і акробатику. Самець і самки теж іноді можуть долучатись до ігор.

### Вокалізація
Розрізняють двадцять п'ять видів вокалізації, багато з них вживають в основному для групового спілкування в густій рослинності. Звуки, схожі на гарчання і гавкіт, частіше звучать під час пересування, і вказують на місцезнаходження окремих членів групи. Їх також використовують під час соціальних взаємодій. коли вимагається дисципліна. Крики і ричання сигналізують про тривогу або попередження, і часто подаються самцями-ватажками. Глибока відрижка з бурчанням свідчить про задоволення і часто звучить під час харчування і відпочинку. Це найбільш поширена форма внурішньогрупового спілкування.

### Страхи
З невідомих причин гірські горили від природи бояться деяких рептилій і комах. Дитинча, природною поведінкою якого є переслідування всього рухомого, буде з усіх причин уникати хамелеонів і гусені. Вони також бояться води, і будуть переходити струмок, лише так, щоб  не намокнути, наприклад за допомогою повалених дерев, і не люблять дощ.

## Дослідження

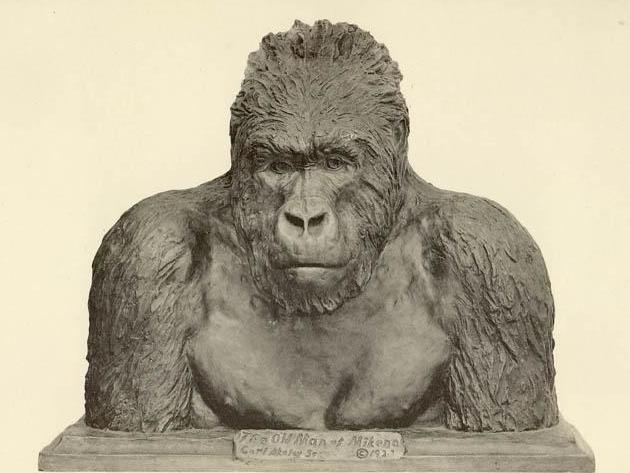
«Старий Мікено», бронзовий бюст гірської горили. Автор Карл Ейклі

У жовтні 1902 року, капітан Фрідріх Роберт фон Берінге (1865—1940) застрелив двох великих приматів під час експедиції по встановленню кордонів Німецької Східної Африки. Одна з мавп була відправлена в музей в Берліні, де професор Пауль Мачі (1861—1926) класифікував тварину як новий вид горили, і назвав її Gorilla beringei на честь відкривача. У 1925 році, Карл Ейклі, мисливець з Американського музею природознавства, що хотів досліджувати горил, вмовив короля Альберта заснувати національний парк для захисту тварин гір Вірунґа.

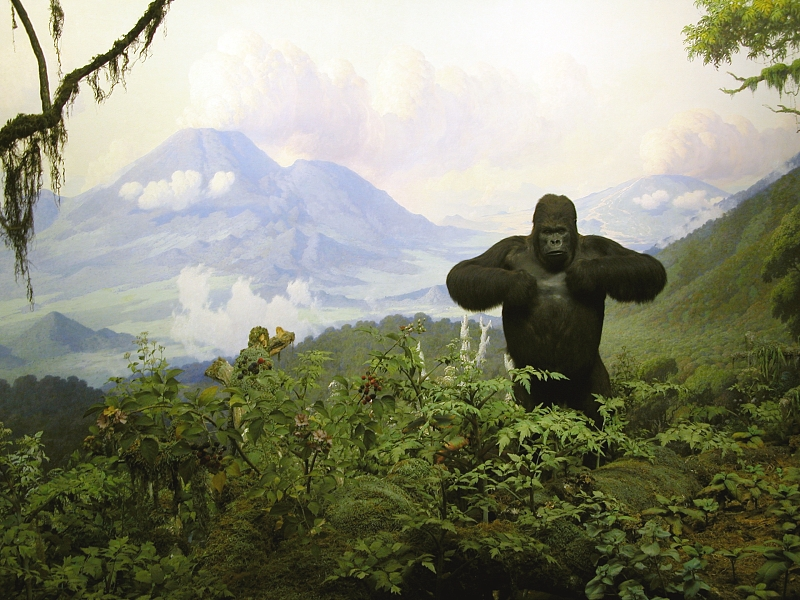
Опудало горили, Американський музей природознавства

Джордж Шаллер розпочав свої двадцятимісячні спостереження за гірськими горилами в 1959 році, пізніше опублікувавши дві книги : Гірська горила(The Mountain Gorilla) і Рік горили(The Year of the Gorilla). Мало що було відомо про життя гірської горили до його дослідження, в якому описувались соціальна організація, життєві історії і екологія горил. Даян Фоссі продовжила роботу Шаллера, розпочавши те, що пізніше стане вісімнадцятирічним дослідженням у 1967 році. Фоссі провела нові спостереження, провела перший точний перепис і започаткувала активні консерваційні заходи, такі як патрулювання для боротьби з браконьєрством. Фонд Діжит, заснований Фоссі, продовжив її роботу і пізніше був перейменований в Міжнародний фонд горил імені Даян Фоссі. Дослідницький центр Карісоке далі наглядає за горилами Вірунги. Посилений моніторинг і дослідження гірських горил Бвінді розпочались в 1990-тих роках.

## Збереження

### Чисельність популяції і темпи приросту
Природоохоронні заходи призвели до зростання загальної популяції гірської горили (Gorilla beringei beringei) в горах Вірунга і лісі Бвінді. вважається на даний момент, що загальна чисельність складає понад 1000 осіб.
У грудні 2010 року офіційний сайт Національного парку Вірунга повідомив, що «кількість гірських горил, що проживають в лісовій зоні на перетині трьох держав, збільшилась на 26,3 % за останні сім років — середній темп приросту склав 3,7 % за рік.» За даними перепису 2010-го року в регіоні мешкало 480 гірських горил, в порівнянні з переписом 2003 року (380 тварин), що в свою чергу на 17 % більше, ніж під час перепису 1989 року(320 тварин). На сьогодні чисельність майже подвоїлася з часів перепису 1981 року, коли на досліджуваній території залишалось лише 254 горили.
Перепис 2006 року в Бвінді показав, що популяція складає 340 горил, що на 6 % більше загальної популяції 2002 року, і на 12 % більше за 320 тварин в 1997 році. Всі ці дослідження були зроблені на основі традиційних методів перепису, з використанням зразків посліду, збиранням нічних гнізд. І навпаки, генетичний аналіз під час перепису 2006 року показав, що в Бвінді живе всього біля 300 особин. Різниця підкреслює складність використання неточних даних перепису для оцінки приросту популяції.
Як в Бвінді, так і в горах Вірунга, згідно комп'ютерного моделювання динаміки популяції, групи горил, звиклих до дослідників і екотуристів мають більш високі темпи приросту ніж ізольовані від людей групи. Звикання означає, що в результаті постійних нейтральних контактів з людьми, горили демонструють нормальну поведінку, коли люди знаходяться в безпосередній близькості. Такі горили ретельніше охороняються персоналом парку, вони отримують ветеринарну допомогу при потраплянні в пастку, респіраторних і інших небезпечних хворобах. Тим не менш, дослідники рекомендували залишити деяких горил ізольованими, щоб не наражати їх на небезпеку зараження хворобами від людей.
Незважаючи на приріст популяції, гірська горила все ще знаходиться під загрозою вимирання. У 2018 році Червоний список МСОП перелічив гірську горилу в списку видів під загрозою вимирання.
| Загроза                        | Вплив на популяцію горил | Заходи по збереженню |
| ------------------------------ | --- | --- |
| Браконьєрство                  | - Горили травмуються та гинуть в пастках, встановлених на інших тварин. - Викрадення малят для незаконного продажу в зоопарки і приватним особам. Це в процесі часто призводить до загибелі дорослих горил. | - Посилення патрулювання озброєними охоронцями захищених лісових територій. - Охоронці Карісоке щорічно знаходять і знешкоджують біля тисячі пасток. - Перепис горил для моніторингу популяції. - Дослідницький центр Карісоке має прихисток для молодих горил, врятованих від браконьєрів. |
| Втрата середовища існування    | - Стрімке розширення населених пунктів знищує середовища існування горил. - Фрагментація лісових масивів призвела до ізоляції груп горил і до зниження генетичного різноманіття.                            | - Розширення території національного парку для захисту середовища існування. |
| Хвороби                        | - Регулярний контакт горил з туристами дозволяє передачу хвороб від людей до горил. - Домашні тварини і худоба також сприяють поширенню хвороб.                                                             | - Вимога не наближатись до горил ближче за 7 метрів. - Посилений контроль за екотуризмом. - Освіта для місцевих громад для мінімізації впливу худоби. |
| Війна і громадянські конфлікти | - Біженці вирубують дерева для побудови будинків і ферм. - Полювання на м'ясо горил переміщеними особами. - Горили можуть бути вбиті мінами, встановленими вздовж стежок.                                   | |
| Місцеві громади                | - Знищення середовищ існування. - Відсутність підтримки заходів збереження через недостатню освіту і обізнаність серед місцевих жителів. - Бідність схиляє до підсічно-вогневого землеробства.              | Дослідницький центр Карісоке: - Створює методички з біорізноманіття Вірунги для підтримки освіти і екотуризму. - Забезпечує учнів початкової школи книгами і іншими засобами. - Запускає програми зі збереження біорізноманіття в середній школі. - Проводить тренінги з біорізноманіття для місцевого персоналу парку і природоохоронних груп. - Проводить польові курси і стажування для студентів руандійських ВНЗ. |

### Браконьєрство
Гірські горили зазвичай не вбивають на бушміт, але вони часто калічаться і гинуть у пастках, поставлених на інших тварин. Їх вбивають заради голів, рук і ніг, які потім продають колекціонерам. Дитинчат продають зоопаркам і людям, які хочуть тримати горилу в якості домашнього улюбленця. Викрадення дітей, як правило, призводить до вбивства щонайменше однієї дорослої горили, бо члени групи будуть битися до смерті, аби захистити малечу.

### Втрата середовища існування
Це одна з найбільш серйозних загроз для популяцій горил. Ліси, в яких проживають горили, оточені поселеннями людей, що швидко розширюються. Наприкінці 1960-тих заповідна зона Вірунга (на той час частина Руандійського Національного Парку) була зменшена більш ніж наполовину від початкових розмірів, а виведені з-під охорони землі були віддані на пасовища. Це призвело до значного скорочення кількості горил до середини 1970-тих. Деякі групи робили набіги на поля в пошуках їжі, викликаючи ворожість людей.

### Хвороби
На думку деяких дослідників, інфекційні хвороби (переважно респіраторні) є причиною 20 % раптових смертей серед популяцій гірських горил. Ризик передачі хвороб не обмежується хворобами людей, передача патогенів від домашніх тварин і худоби через забруднену воду також викликає стурбованість. Дослідження показали, що водні шлунково-кишкові паразити, такі як Криптоспоридії, мікроспоридії і лямблії генетично ідентичні в худоби, людей і горил, особливо на межі лісу Бвінді в Уганді.

### Війна і громадянські конфлікти
Руанда, Уганда і ДР Конго були політично нестабільні і страждали від війн і громадських заворушень протягом останніх десятиліть. Моделювання 2003 року дозволили припускати, що під час війн і заворушень у популяції горил підвищувався рівень смертності і знижувався репродуктивний успіх. Крім того, є і більш прямі наслідки конфліктів: були свідчення загибелі горил в парку Бірунга внаслідок підриву на мінах. Посилювалось знищення навколишнього середовища, оскільки біженці покидали міста і вирубували ліси на дрова, а під час геноциду в Руанді збільшувались випадки браконьєрства через загальний занепад системи правопорядку. В січні 2021 року у Вірунга були вбиті шестеро рейнджерів. Влада звинуватила місцеві загони Маї-маї. Охорона парку часто піддається нападам бракон'єрів: так в квітні 2020 року були вбиті 13 рейнджерів..

### Охоронні заходи
Основною міжнародною не державною організацією, що займається збереженням гірських горил є Міжнародна програма зі збереження горил, заснована 1991 року спільними зусиллями таких організацій, як Африканський фонд дикої природи, Fauna & Flora International і Всесвітній фонд дикої природи. Збереження вимагає роботи на багатьох рівнях, від місцевого до міжнародного, і включає як захист і законодавче забезпечення, так і дослідження і просвіту. Даян Фоссі розділяла зусилля зі збереження на наступні три категорії:
- Активна охорона включає регулярне патрулювання територій заповідників з метою знищення пасток і інших знарядь браконьєрів, посилений правовий контроль, підрахунок чисельності популяції, а також надійні заходи безпеки для обмеження доступу до середовищ проживання тварин.
- Теоретичне збереження, що направлене на стимулювання зростання туризму за рахунок покращення інфраструктури: доріг і місць проживання туристів.
- Управління збереженням на рівні місцевих громад, що полягає в намаганні знайти баланс між задоволенням потреб місцевих громад і збереженням заповідного фонду, а також у включенні місцевого населення в процеси прийняття рішень.[42]

Процес спільного управління мав успіх у національному парку Бвінді. Ліс був визнаний національним парком у 1991 році; це пройшло без консультацій з громадськістю, і новий статус заборонив місцевим жителям доступ до ресурсів парку, а також зменшив їх економічні можливості. Тоді було спровоковано кілька лісових пожеж, і горили опинилися в небезпеці. Для протидії невдоволенню були розроблені три схеми отримання вигод від існування національного парку і залучення місцевих громад до управління парком. Вони включали угоди, що дозволяють контрольований збір ресурсів в парку; отримання первинного доходу від туризму і відкриття трастового фонду на розвиток громади. Таким чином, напруження між людьми і парком зменшилось, і опитування суспільної думки показали, що часка людей, що підтримують парк, невпинно зростає. Більш того, припинились випадки умисних підпалів, і зменшилась кількість пасток. Започаткування церемонії Квіта Ізіна (2005 року) також позитивно вплинуло на приверненні уваги до збереження горил і їх важливості для місцевих громад.
У 2002 році національні парки Руанди пройшли процес реструктуризації. Це призвело до збільшення інвестицій: директор Міжнародної програми зі збереження горил Ежен Рутагарама заявив: «Вони отримали більше рейнджерів з вищими зарплатами, більше радіоприймачів, більше патрульних машин і найкращі тренування зі збереження дикої природи. Вони також збудували більше спостережних пунктів, звідки рейнджерам простіше спостерігати за горилами.» Фінансування таких покращень здійснюється за рахунок туризму-в 2008 році біля 20 000 туристів відвідали парки з горилами в Руанді, що принесло паркам біля 8 мільйонів доларів США. В Уганді туризм розглядають як «високоприбутковий вид діяльності, який приносить достатньо доходів, щоби покрити видатки на національні парки і внести вклад до національного бюджету Управління дикої природи Уганди.»

## Інші джерела
- Африканський фонд дикої природи, awf.org [Архівовано 14 березня 2016 у Wayback Machine.]
- Adams, D.; Carwardine, M. (1991). Last Chance to See. London: Pan Books. ISBN 0-330-32002-5.
- Groves, C. (2001). Primate Taxonomy. ISBN 1-56098-872-X.
- Harcourt, A. H. (1979). Social relationships among adult female mountain gorillas. Animal Behaviour: 251—264.